# Københavns smedelaugs 425 års jubilæum 1937
Københavns smedelaugs 425 års jubilæum 1937 er en dansk dokumentarfilm fra 1937.

## Handling
Københavns Smedelaug kan fejre 425 års jubilæum d. 15. april 1937. Filmen viser klip fra en række af lavets forskellige aktiviteter fra 1936-1937. Filmen indledes med fejringen af lavets jubilæum. Inden festlighederne nedlægges kranse på tidligere oldermænds grave herunder ved oldermand Carl Seiferts gravsted. Dernæst er der reception i Jernindustriens lokaler på Nørrevold. Gæsterne besøger desuden Meinungsgade 17, hvor lavet blev stiftet. Samme dag afholdes repræsentantskabsmøde, generalforsamling og slutteligt jubilæumsmiddag. Derefter klip fra diverse udflugter og faglige aktiviteter:
Sommerudflugt d. 16. juni 1937. Kaffen indtages på Vallø Badehotel. Middagen indtages på Tryllevælde Badehotel. Kleinsmedemester og Mekanikerforeningen for København og Omegn skal på udflugt til Storstrømsbroen d. 7. september 1936. Der gøres holdt ved Præstø og Vordingborg. Tilbage til hverdagen og de faglige aktiviteter: kvartalets opvisning af svendestykker. Skuemestrene i arbejde. Fremviste svendestykker. Svendebreve underskrives. Lærlinge fremstiller sig på lavet. Oldermanden taler til de vordende svende. Svendebreve overrækkes. Kvartalsmødet i lavet d. 11. oktober 1937. Nu er det tid til udflugt igen: Klip fra Kleinsmedemester og Mekanikerforeningens medlemsmøde d. 28. juni 1937. Første stop er Lollikhus i Birkerød, hvor der holdes bønnemøde. Nu skal tørsten slukkes. Næste stop er Trylleskoven, hvor der hænger øl på træerne. Kleinsmedemester og Mekanikerforeningen for København og Omegn kan fejre 40 års jubilæum. Festen bliver afholdt på Skovriderkroen d. 25. oktober 1937.